# Viola tokubuchiana
Viola tokubuchiana är en violväxtart som beskrevs av Tomitaro Makino. Viola tokubuchiana ingår i släktet violer, och familjen violväxter. Utöver nominatformen finns också underarten V. t. takedana.